# Chrám Všech svatých na krvi
Chrám na krvi k poctě Všech svatých působících na Rusi (rusky: Храм-на-Крови́ во и́мя Всех святы́х, в земле́ Росси́йской просия́вших) je ruský pravoslavný chrám vystavěný na místě někdejšího Ipaťjevova domu v Jekatěrinburgu, místě, kde byli zavražděni členové ruské carské rodiny bolševiky v době občanské války v Rusku. Chrám je zároveň připomínkou svatořečení Romanovců.

## Zavraždění Romanovců
Po únorové revoluci, byl car se svou rodinou zatčen a držen jako vězeň. Car a jeho rodina byli drženi nejprve v Alexandrovském paláci v Carském Selu poblíž Petrohradu. Alexandr Kerenskij, předseda prozatímní vlády měl obavy o jejich bezpečnost a nechal je přestěhovat do bývalého gubernátorského sídla v Tobolsku. Později byli převezeni do Ipaťjevova domu v Jekatěrinburgu.
S postupem Československé legie k Jekatěrinburgu, a ze strachu z možného pokusu o osvobození carské rodiny, místní vůdci bolševiků se po poradě s kremelským vedením v Moskvě rozhodli někdejší carskou rodinu odpravit. V časných ranních hodinách 17. července 1918, byla carská rodina, car Mikuláš Alexandrovič, carevna Alexandra Fjodorovna, velkokněžny Olga, Taťána, Marie, Anastázie a nejmladší carevič Alexej Nikolajevič odvedena do sklepa domu. Po zinscenovaném přečtení rozsudku byli všichni členové carské rodiny zastřeleni a spolu s nimi také několik členů služebnictva. Československé legie obsadily město necelý týden poté.

## Ipaťjevův dům
Ipaťjevův dům, postavený v 80. letech 19. století, byl poměrně rozsáhlou a moderní rezidencí, kterou vlastnil Nikolaj Nikolajevič Ipaťjev. Uralský sovět mu dal dva dny na vyklizení domu. Poté, co byla budova vyklizena, sovět nechal dům obehnat vysokým dřevěným plotem. Mezi prvními do domu přijel Mikuláš, Alexandra Fjodorovna a jejich dcera Marie. Později je následovali Olga, Taťána, Anastasia a Alexej. Romanovovi poté byli drženi v domě 78 dnů. V roce 1974, byla budova označena za „národní památník“, ovšem o tři roky později, 22. září 1977, na základě nařízení politbyra, nechal dům zdemolovat sverdlovský tehdejší první tajemník sovětské komunistické strany Boris Jelcin.

## Chrám

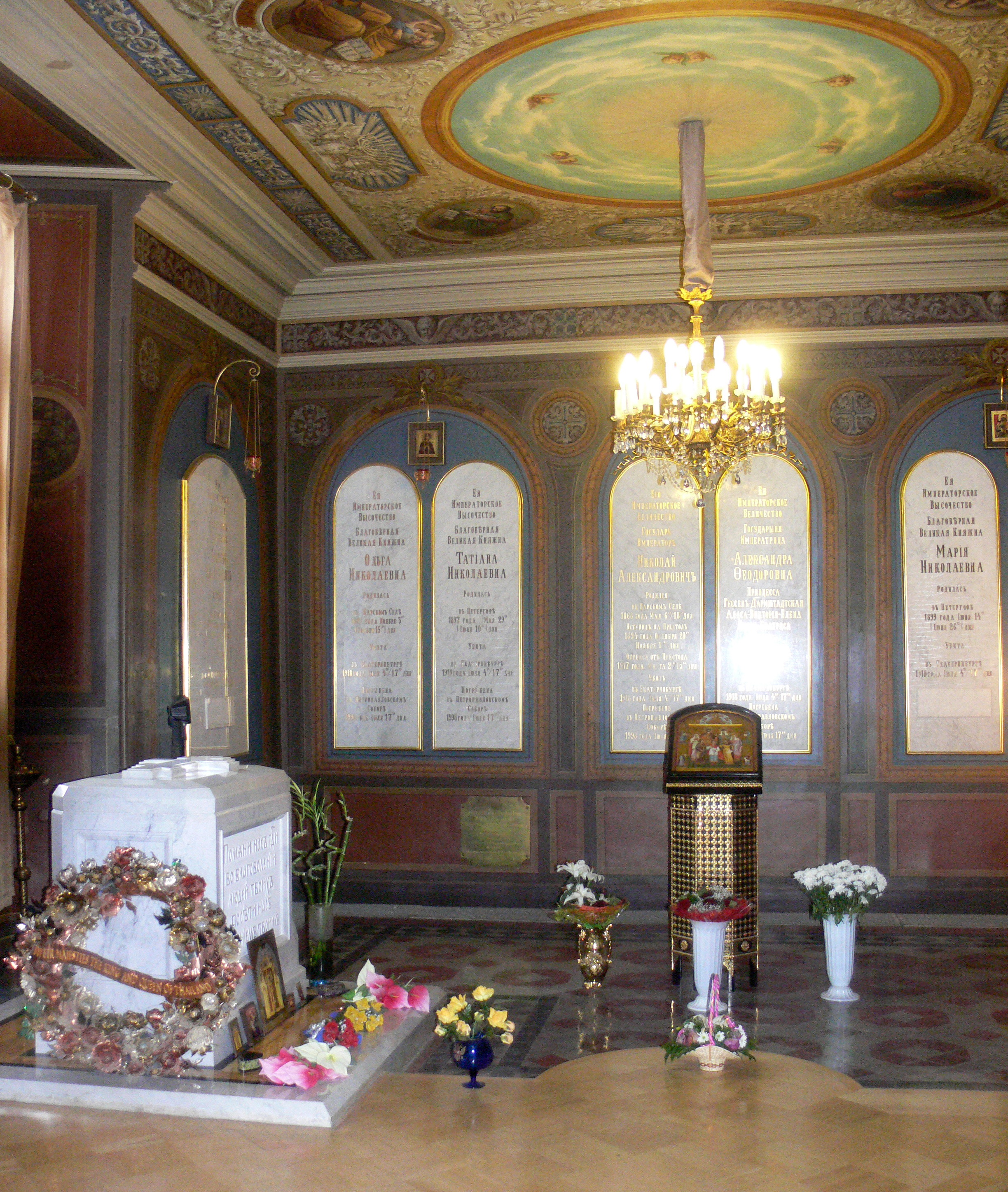
Hrob carské rodiny v chrámu

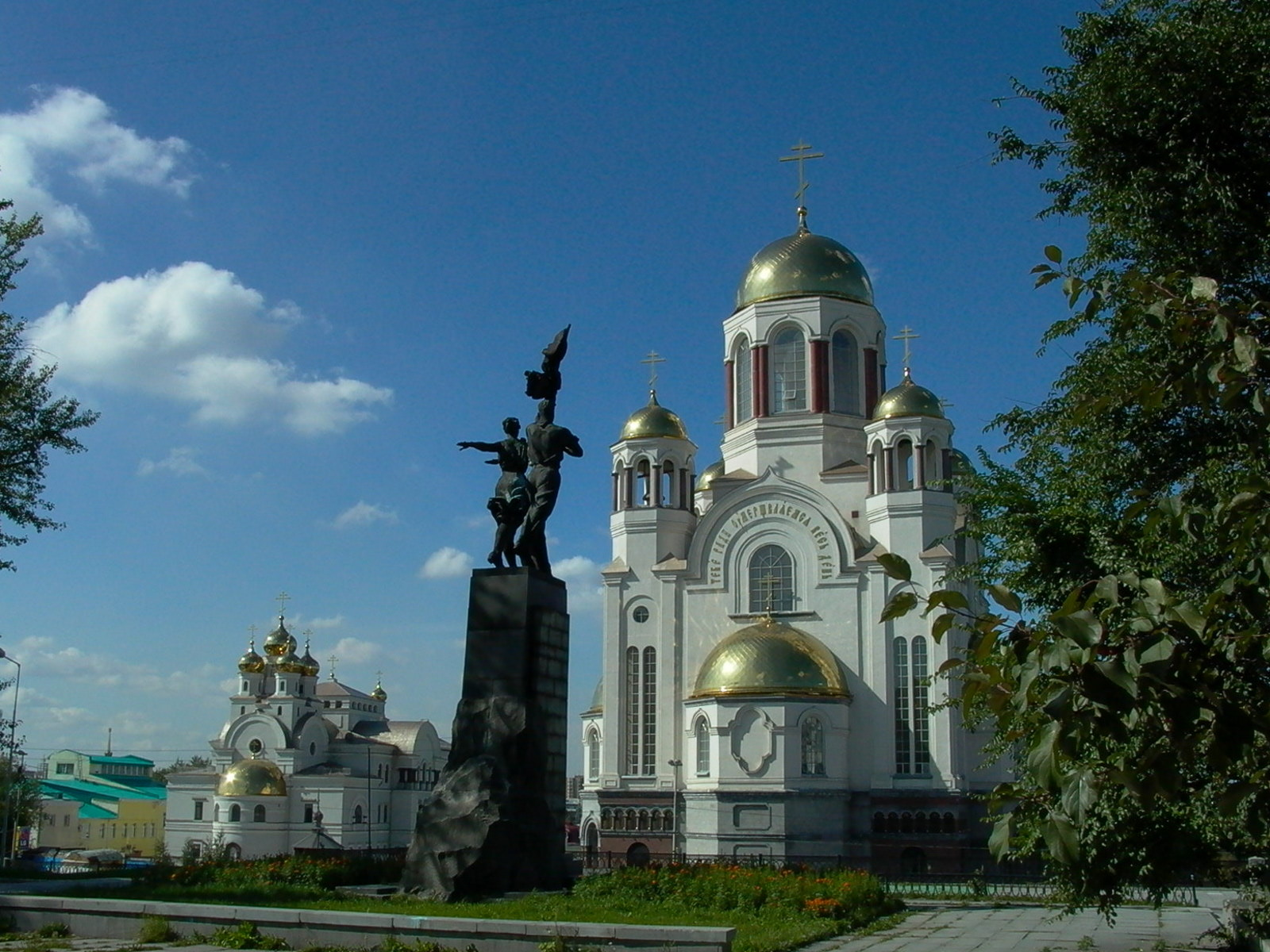
Jekatěrinburský chrám Všech svatých na krvi

Dne 7. září, resp. 20. září 1990 sverdlovský sovět předal výzvu Ruské pravoslavné církvi k výstavbě vzpomínkové kaple. Po kanonizaci cara a jeho rodiny (stupeň strastotěrpěc), měla církev v plánu vystavět velkolepý památník věnovaný rodině Romanovových. Byl sestaven státní a architektonický výbor a byl vytvořen návrh na výstavbu, která započala v roce 2000.
Výsledný stavební komplex zahrnuje dva chrámy, zvonici, a křídlo patriarchy, a také expozici věnovanou carské rodině. Oltář hlavního chrámu se nachází přímo nad místem, kde byli Romanovovi zavražděni. Komplex zaujímá celkovou rozlohu 2 760 m².
16. června 2003 (j.k. 3. června), 85 let po zavraždění carské rodiny, byl vysvěcen hlavní chrám metropolitou Juvenalijem, pověřeným ruským patriarchou Alexijem II. (který byl v té době nemocen) za asistence pravoslavných duchovních z celé Ruské federace. Ve stejném roce se zde sešli prezident Vladimir Putin a německý kancléř Gerhard Schröder a navštívili kostel.